# فرانك هوبكينز
فرانك هوبكينز (30 يونيو 1875 في المملكة المتحدة - 15 يناير 1930 في المملكة المتحدة) (بالإنجليزية: Frank Hopkins)‏ هو لاعب كريكت بريطاني وبريطاني (وحمل سابقاً جنسية المملكة المتحدة لبريطانيا العظمى وأيرلندا). لعب مع نادي وارويكشاير للكريكيت ‏ ونادي مقاطعة هامبشاير للكريكت ‏.

## وصلات خارجية
- فرانك هوبكينز على موقع إي آس بي آن كريك إنفو (الإنجليزية)